# Johann Bätz
Johann Heinrich Hartmann Bätz (ur. 1 stycznia 1709 w Frankenrodzie w Niemczech, zm. 13 grudnia 1770 w Utrechcie w Holandii) – niemiecko-holenderski organmistrz.
Budowy organów uczył się do 1733 od Johanna Christopha Thielemanna w Gocie. Następnie przeniósł się do Holandii, gdzie został zatrudniony przez Christiana Müllera przy budowie organów w kościele św. Bawona w Haarlemie. W 1739 roku otworzył własny warsztat organmistrzowski w Utrechcie. Przed śmiercią w 1770 roku zbudował szesnaście instrumentów. Swój warsztat rozwinął w interes rodzinny – jego spadkobiercy zbudowali w Holandii około 60 organów kościelnych.

## Dzieła
Niektóre organy piszczałkowe zbudowane przez Johanna Bätza:
| Rok  | Miejscowość          | Budynek                        | Uwagi                        |
| ---- | -------------------- | ------------------------------ | ---------------------------- |
| 1761 | Gorinchem (Holandia) | ?                              |                              |
| 1762 | Haga (Holandia)      | Kościół Lutra w Hadze          | [ 1 ]                        |
| 1765 | Utrecht (Holandia)   | Kościół Mennonitów w Utrechcie |                              |
| 1768 | Woerden (Holandia)   | Kościół św. Piotra w Woerden   |                              |
| 1770 | Zierikzee (Holandia) | Kościół św. Liwina             | Spłonęły w pożarze w 1832 r. |